# Tour de France 2025/21. Etappe
Die 21. Etappe der Tour de France 2025 fand am 27. Juli 2025 statt. Sie bildete den Abschluss der 112. Austragung des französischen Etappenrennens. Die Strecke führte über 132,3 Kilometer von Mantes-la-Ville nach Paris, wo das Rennen auf der Avenue des Champs Élysées zu Ende ging. Anders als bei früheren Austragungen wurde die Etappe jedoch nicht als Schaulauf ausgetragen, sondern endete mit einem hügligen Rundkurs, der in Anlehnung an die Olympischen Spiele von 2024 über den Montmartre führte. Nach der Etappe hatten die Fahrer die Gesamtdistanz von 3302 Kilometern absolviert.

## Streckenführung

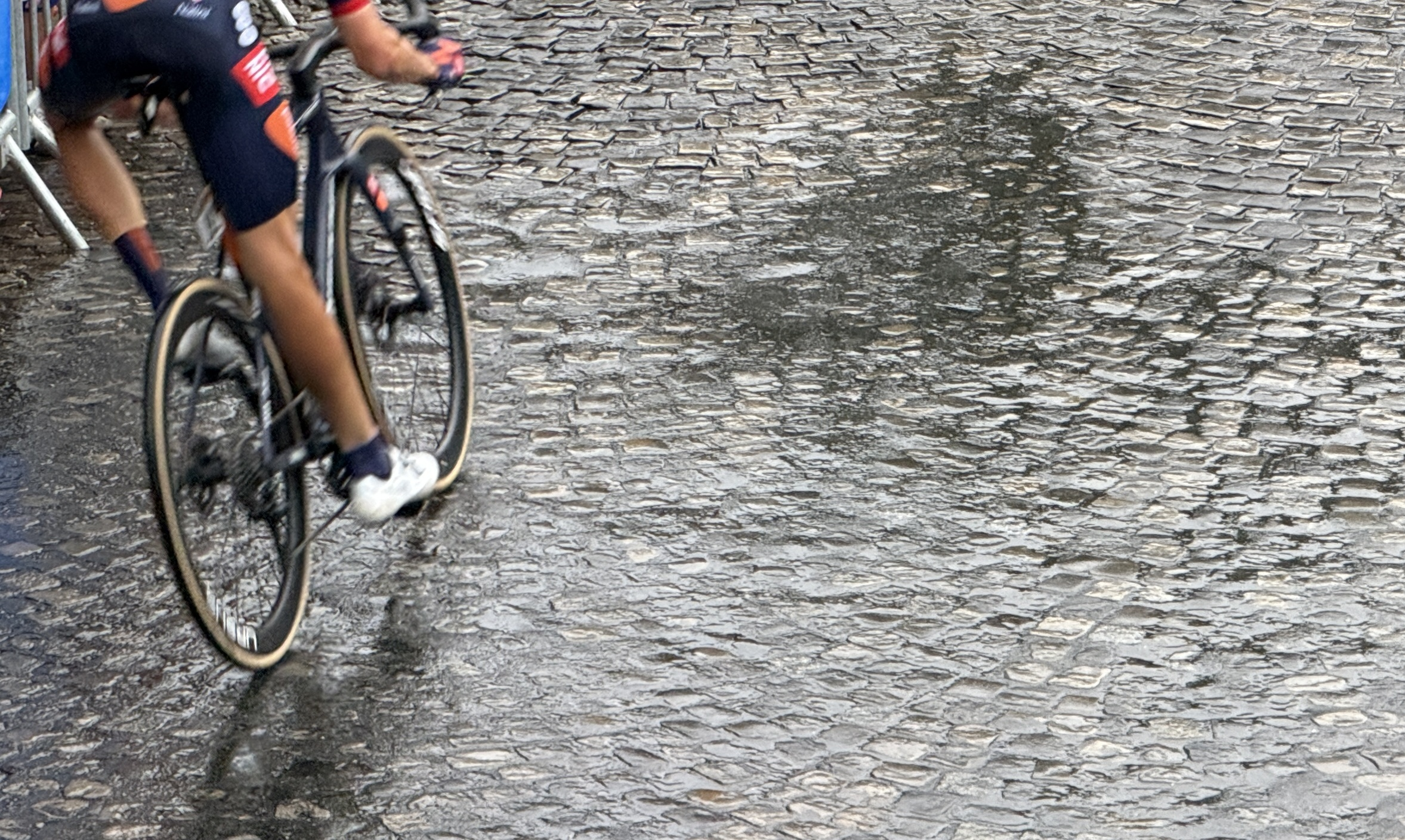
Regen und Kopfsteinpflaster am Berg, Stadtkurs ...

Der neutralisierte Start erfolgte in Mantes-la-Ville vor dem dortigen Rathaus auf der Route de Houdan. Vorbei an der Collégiale Notre-Dame de Mantes-la-Jolie ging es über die Seine auf die D146, der die Fahrer entlang des Ufers in Richtung Osten folgten. Auf dieser wurde das Rennen wird nach ... Kilometern in Gargenville auf der D146 freigegeben.
Nach dem offiziellen Start führte die Strecke über die île de Rangiport wieder auf das Südufer der Seine. Dann  ging es über Épône auf die Côte de Bazemont (160 m), die nach zehn Kilometern auf der Rue du Manoir abgenommen wurde. Der 1700 Meter lange Anstieg wies eine durchschnittliche Steigung von 7 % auf und galt als Bergwertung der 4. Kategorie. Weiters führte die Strecke über Les Alluets-le-Roi, Crespières, Chavenay, Villepreux, Fontenay-le-Fleury und Saint-Cyr-l’École nach Versailles, wo das berühmte Schloss Versailles passiert wurde. Kurz darauf begann in Chaville die Auffahrt auf die Côte du Pavé des Gardes (180 m), die für 700 Meter mit 9,7 % anstieg. Auf der Kuppe wurde nach 45,9 Kilometern eine Bergwertung der 4. Kategorie ausgefahren, ehe es bergab nach Issy-les-Moulineaux ging. Die Fahrer befanden sich dann in der französischen Hauptstadt und folgten auf der D7 dem Südufer der Seine. Dabei passierten sie den Parc André-Citroën und die Île aux Cygnes, bevor sie den Eiffelturm und das Palais de Chaillot erreichten. Vorbei am Musée du quai Branly und dem Invalidendom ging es zur Pont de la Concorde über die die Fahrer die Seine erneut querten und zum Place de la Concorde gelangten. Nach einer zusätzlichen Schleife, die durch die Innenhöfe des Louvre führte, ging es über die Rue de Rivoli und den auf Place de la Concorde auf die Avenue des Champs Élysées, wo nach 61,6 Kilometern die erste Zieldurchfahrt erfolgte.
Dort wurde der klassische Rundkurs vier Mal befahren. Dieser führte leicht ansteigend zum Arc de Triomphe, ehe es auf der Champs Élysées vorbei am Grand Palais zum Louvre ging. Kurz nach der dritten Zielpassage wurde bei Kilometer 75,9 ein Zwischensprint ausgefahren. Auf der vierten Runde verließen die Fahrer jedoch den traditionellen Rundkurs und bogen am Place de la Concorde rechts auf die Rue Royale ab. Von der La Madeleine führt der Boulevard Malesherbes dann vorbei an der Église Saint-Augustin zum Boulevard des Batignolles. Am Place Blanche bogen die Fahrer links auf die schmale, gepflasterte Rue Puget und Rue Coustou ab, ehe die Straße auf der Rue Lepic stärker zu steigen begann und zur Bergwertung von Montmartre führte. Die letzten Meter verliefen dabei auf der Rue Norvins, ehe die Bergwertung unter dem Namen Côte de la Butte Montmartre (128 m) nach 92,7 Kilometern zum ersten Mal passiert wurde. Sie galt als Anstieg der 3. Kategorie und wies auf einer Länge von 1100 Metern eine durchschnittliche Steigung von 5,9 % auf. Vorbei an der Sacré-Cœur de Montmartre führte die Abfahrt im Anschluss über die Rue Lamarck auf die Rue Caulaincourt, bevor die Fahrer auf gleichem Weg wie bei der Zufahrt zurück auf die Champs Élysées gelangten. Daraufhin wurde erneut der klassische Rundkurs befahren, der in Kombination mit der Schleife von Montmartre zwei weitere Male absolviert wurde. Die Bergwertung wurde dabei 22,8 und 6,1 Kilometer vor dem Ziel passiert. Das Ziel befand sich auf der Champs Élysées, die die Fahrer auf den letzten Kilometern über die Rue Royale und den Place de la Concorde erreichten.
|                            | Ort                               | Kilometer | Länge (km) | Höhe (m) | Ø Steigung | max. Steigung |
| -------------------------- | --------------------------------- | --------- | ---------- | -------- | ---------- | ------------- |
| neutralisierter Start      | Mantes-la-Ville                   |           |            |          |            |               |
| offizieller Start          | Gargenville (D146)                | 0         |            |          |            |               |
| Bergwertung (4. Kategorie) | Côte de Bazemont                  | 10        | 1,7        | 160      | 7 %        | unbekannt     |
| Bergwertung (4. Kategorie) | Côte du Pavé des Gardes           | 45,9      | 0,7        | 180      | 9,7 %      | unbekannt     |
| 1. Zieldurchfahrt          | Paris (Avenue des Champs Élysées) | 61,6      |            |          |            |               |
| 2. Zieldurchfahrt          | Paris (Avenue des Champs Élysées) | 68,4      |            |          |            |               |
| 3. Zieldurchfahrt          | Paris (Avenue des Champs Élysées) | 75,2      |            |          |            |               |
| 4. Zwischensprint          | Paris (Haut des Champs Élysées)   | 75,9      |            |          |            |               |
| 5. Zieldurchfahrt          | Paris (Avenue des Champs Élysées) | 82        |            |          |            |               |
| Bergwertung (4. Kategorie) | Côte de la Butte Montmartre       | 92,7      | 1,1        | 128      | 5,9 %      | unbekannt     |
| 6. Zieldurchfahrt          | Paris (Avenue des Champs Élysées) | 98,8      |            |          |            |               |
| Bergwertung (4. Kategorie) | Côte de la Butte Montmartre       | 109,5     | 1,1        | 128      | 5,9 %      | unbekannt     |
| 7. Zieldurchfahrt          | Paris (Avenue des Champs Élysées) | 115,5     |            |          |            |               |
| Bergwertung (4. Kategorie) | Côte de la Butte Montmartre       | 126,2     | 1,1        | 128      | 5,9 %      | unbekannt     |
| Ziel                       | Paris (Avenue des Champs Élysées) | 132,3     |            |          |            |               |

## Ergebnis
| \| Etappenergebnis \| Etappenergebnis \| Etappenergebnis \| Etappenergebnis \| Etappenergebnis \| \| Fahrer \| Fahrer \| Land \| Team \| Zeit \| \| --------------- \| ---------------- \| ------------------ \| -------------------------- \| --------------- \| \| 1. \| Wout van Aert \| Belgien \| Team Visma \\| Lease a Bike \| 3 h 07 min 30 s \| \| 2. \| Davide Ballerini \| Italien \| XDS Astana Team \| + 0 s \| \| 3. \| Matej Mohorič \| Slowenien \| Bahrain Victorious \| + 0 s \| \| 4. \| Tadej Pogačar \| Slowenien \| UAE Team Emirates XRG \| + 0 s \| \| 5. \| Matteo Jorgenson \| Vereinigte Staaten \| Team Visma \\| Lease a Bike \| + 0 s \| \| 6. \| Matteo Trentin \| Italien \| Tudor Pro Cycling Team \| + 0 s \| \| 7. \| Arnaud De Lie \| Belgien \| Lotto \| + 0 s \| \| 8. \| Kévin Vauquelin \| Frankreich \| Arkéa-B&B Hotels \| + 0 s \| \| 9. \| Mike Teunissen \| Niederlande \| XDS Astana Team \| + 0 s \| \| 10. \| Dylan Teuns \| Belgien \| Cofidis \| + 0 s \| |                  |                    |                            |                 |
| |                  |                    |                            |                 |
| Quellen: ProCyclingStats Cycling Quotient |                  |                    |                            |                 |
| Etappenergebnis |                  |                    |                            |                 |
| Fahrer | Fahrer           | Land               | Team                       | Zeit            |
| 1. | Wout van Aert    | Belgien            | Team Visma \| Lease a Bike | 3 h 07 min 30 s |
| 2. | Davide Ballerini | Italien            | XDS Astana Team            | + 0 s           |
| 3. | Matej Mohorič    | Slowenien          | Bahrain Victorious         | + 0 s           |
| 4. | Tadej Pogačar    | Slowenien          | UAE Team Emirates XRG      | + 0 s           |
| 5. | Matteo Jorgenson | Vereinigte Staaten | Team Visma \| Lease a Bike | + 0 s           |
| 6. | Matteo Trentin   | Italien            | Tudor Pro Cycling Team     | + 0 s           |
| 7. | Arnaud De Lie    | Belgien            | Lotto                      | + 0 s           |
| 8. | Kévin Vauquelin  | Frankreich         | Arkéa-B&B Hotels           | + 0 s           |
| 9. | Mike Teunissen   | Niederlande        | XDS Astana Team            | + 0 s           |
| 10. | Dylan Teuns      | Belgien            | Cofidis                    | + 0 s           |

## Gesamtstände
| \| Gesamtwertung \| Gesamtwertung \| Gesamtwertung \| Gesamtwertung \| Gesamtwertung \| \| Fahrer \| Fahrer \| Land \| Team \| Zeit \| \| ------------- \| -------------------------- \| ---------------------- \| -------------------------- \| ---------------- \| \| 1. \| Tadej Pogačar \| Slowenien \| UAE Team Emirates XRG \| 76 h 00 min 32 s \| \| 2. \| Jonas Vingegaard \| Dänemark \| Team Visma \\| Lease a Bike \| + 4 min 24 s \| \| 3. \| Florian Lipowitz \| Deutschland \| Red Bull-Bora-Hansgrohe \| + 11 min 00 s \| \| 4. \| Oscar Onley \| Vereinigtes Königreich \| Team Picnic-PostNL \| + 12 min 12 s \| \| 5. \| Felix Gall \| Österreich \| Decathlon-AG2R La Mondiale \| + 17 min 12 s \| \| 6. \| Tobias Halland Johannessen \| Norwegen \| Uno-X Mobility \| + 20 min 14 s \| \| 7. \| Kévin Vauquelin \| Frankreich \| Arkéa-B&B Hotels \| + 22 min 35 s \| \| 8. \| Primož Roglič \| Slowenien \| Red Bull-Bora-Hansgrohe \| + 25 min 30 s \| \| 9. \| Ben Healy \| Irland \| EF Education-EasyPost \| + 28 min 02 s \| \| 10. \| Jordan Jegat \| Frankreich \| Team TotalEnergies \| + 32 min 42 s \| |                            |                        |                            |                  |
| |                            |                        |                            |                  |
| Quellen: ProCyclingStats Cycling Quotient |                            |                        |                            |                  |
| Gesamtwertung |                            |                        |                            |                  |
| Fahrer | Fahrer                     | Land                   | Team                       | Zeit             |
| 1. | Tadej Pogačar              | Slowenien              | UAE Team Emirates XRG      | 76 h 00 min 32 s |
| 2. | Jonas Vingegaard           | Dänemark               | Team Visma \| Lease a Bike | + 4 min 24 s     |
| 3. | Florian Lipowitz           | Deutschland            | Red Bull-Bora-Hansgrohe    | + 11 min 00 s    |
| 4. | Oscar Onley                | Vereinigtes Königreich | Team Picnic-PostNL         | + 12 min 12 s    |
| 5. | Felix Gall                 | Österreich             | Decathlon-AG2R La Mondiale | + 17 min 12 s    |
| 6. | Tobias Halland Johannessen | Norwegen               | Uno-X Mobility             | + 20 min 14 s    |
| 7. | Kévin Vauquelin            | Frankreich             | Arkéa-B&B Hotels           | + 22 min 35 s    |
| 8. | Primož Roglič              | Slowenien              | Red Bull-Bora-Hansgrohe    | + 25 min 30 s    |
| 9. | Ben Healy                  | Irland                 | EF Education-EasyPost      | + 28 min 02 s    |
| 10. | Jordan Jegat               | Frankreich             | Team TotalEnergies         | + 32 min 42 s    |

| Punktewertung | Punktewertung    | Punktewertung      | Punktewertung              | Punktewertung |
| Fahrer        | Fahrer           | Land               | Team                       | Punkte        |
| ------------- | ---------------- | ------------------ | -------------------------- | ------------- |
| 1.            | Jonathan Milan   | Italien            | Lidl-Trek                  | 372 P.        |
| 2.            | Tadej Pogačar    | Slowenien          | UAE Team Emirates XRG      | 294 P.        |
| 3.            | Biniam Girmay    | Eritrea            | Intermarché-Wanty          | 232 P.        |
| 4.            | Jonas Vingegaard | Dänemark           | Team Visma \| Lease a Bike | 182 P.        |
| 5.            | Anthony Turgis   | Frankreich         | Team TotalEnergies         | 182 P.        |
| 6.            | Jonas Abrahamsen | Norwegen           | Uno-X Mobility             | 173 P.        |
| 7.            | Tim Merlier      | Belgien            | Soudal Quick-Step          | 156 P.        |
| 8.            | Wout van Aert    | Belgien            | Team Visma \| Lease a Bike | 138 P.        |
| 9.            | Kaden Groves     | Australien         | Alpecin-Deceuninck         | 125 P.        |
| 10.           | Quinn Simmons    | Vereinigte Staaten | Lidl-Trek                  | 123 P.        |

| Bergwertung | Bergwertung            | Bergwertung            | Bergwertung                | Bergwertung |
| Fahrer      | Fahrer                 | Land                   | Team                       | Punkte      |
| ----------- | ---------------------- | ---------------------- | -------------------------- | ----------- |
| 1.          | Tadej Pogačar          | Slowenien              | UAE Team Emirates XRG      | 119 P.      |
| 2.          | Jonas Vingegaard       | Dänemark               | Team Visma \| Lease a Bike | 104 P.      |
| 3.          | Lenny Martinez         | Frankreich             | Bahrain Victorious         | 97 P.       |
| 4.          | Thymen Arensman        | Niederlande            | Ineos Grenadiers           | 85 P.       |
| 5.          | Ben O’Connor           | Australien             | Team Jayco AlUla           | 51 P.       |
| 6.          | Valentin Paret-Peintre | Frankreich             | Soudal Quick-Step          | 51 P.       |
| 7.          | Felix Gall             | Österreich             | Decathlon-AG2R La Mondiale | 46 P.       |
| 8.          | Primož Roglič          | Slowenien              | Red Bull-Bora-Hansgrohe    | 43 P.       |
| 9.          | Oscar Onley            | Vereinigtes Königreich | Team Picnic-PostNL         | 42 P.       |
| 10.         | Michael Woods          | Kanada                 | Israel-Premier Tech        | 38 P.       |

| Nachwuchswertung | Nachwuchswertung       | Nachwuchswertung       | Nachwuchswertung        | Nachwuchswertung  |
| Fahrer           | Fahrer                 | Land                   | Team                    | Zeit              |
| ---------------- | ---------------------- | ---------------------- | ----------------------- | ----------------- |
| 1.               | Florian Lipowitz       | Deutschland            | Red Bull-Bora-Hansgrohe | 76 h 11 min 32 s  |
| 2.               | Oscar Onley            | Vereinigtes Königreich | Team Picnic-PostNL      | + 1 min 12 s      |
| 3.               | Kévin Vauquelin        | Frankreich             | Arkéa-B&B Hotels        | + 11 min 35 s     |
| 4.               | Ben Healy              | Irland                 | EF Education-EasyPost   | + 17 min 02 s     |
| 5.               | Raúl García Pierna     | Spanien                | Arkéa-B&B Hotels        | + 2 h 04 min 58 s |
| 6.               | Ilan Van Wilder        | Belgien                | Soudal Quick-Step       | + 2 h 12 min 14 s |
| 7.               | Romain Grégoire        | Frankreich             | Groupama-FDJ            | + 2 h 14 min 58 s |
| 8.               | Frank van den Broek    | Niederlande            | Team Picnic-PostNL      | + 2 h 34 min 44 s |
| 9.               | Valentin Paret-Peintre | Frankreich             | Soudal Quick-Step       | + 2 h 36 min 05 s |
| 10.              | Alex Baudin            | Frankreich             | EF Education-EasyPost   | + 2 h 45 min 15 s |

| Mannschaftswertung | Mannschaftswertung              | Mannschaftswertung           | Mannschaftswertung |
| Team               | Team                            | Land                         | Zeit               |
| ------------------ | ------------------------------- | ---------------------------- | ------------------ |
| 1.                 | Team Visma \| Lease a Bike      | Niederlande                  | 232 h 01 min 32 s  |
| 2.                 | UAE Team Emirates XRG           | Vereinigte Arabische Emirate | + 24 min 26 s      |
| 3.                 | Red Bull-BORA-hansgrohe         | Deutschland                  | + 1 h 24 min 47 s  |
| 4.                 | Arkéa-B&B Hotels                | Frankreich                   | + 2 h 11 min 02 s  |
| 5.                 | Decathlon AG2R La Mondiale Team | Frankreich                   | + 2 h 14 min 15 s  |
| 6.                 | Ineos Grenadiers                | Vereinigtes Königreich       | + 3 h 22 min 52 s  |
| 7.                 | Movistar Team                   | Spanien                      | + 3 h 23 min 25 s  |
| 8.                 | XDS Astana Team                 | Kasachstan                   | + 3 h 23 min 59 s  |
| 9.                 | Team Picnic-PostNL              | Niederlande                  | + 3 h 26 min 06 s  |
| 10.                | EF Education-EasyPost           | Vereinigte Staaten           | + 3 h 43 min 35 s  |